# Bishwamvarpur
Bishwamvarpur (en bengali : বিশ্বম্ভরপুর) est une upazila du Bangladesh dans le district de Sunamganj. En 1991, on y dénombrait 106 182 habitants.